# Draycott in the Moors
Draycott in the Moors est un village et une paroisse civile du Staffordshire, en Angleterre.